# Grigory Konisski
Pour les articles homonymes, voir Georges.
Georges (en ukrainien : Георгій (Кониський), en polonais : arcybiskup Jerzy (Konisski), né Grigory Ossipowicz Konisski, en ukrainien : Григо́рій Осипович Кони́ський à Nijyn en 1717 et mort à Moguilev en 1795) était le chef de l'éparchie de Orcha, Moguilev et Mstsislaw.

## Biographie
Il fit des études à l'Académie Mohyla de Kiev
avant d'y être enseignant.

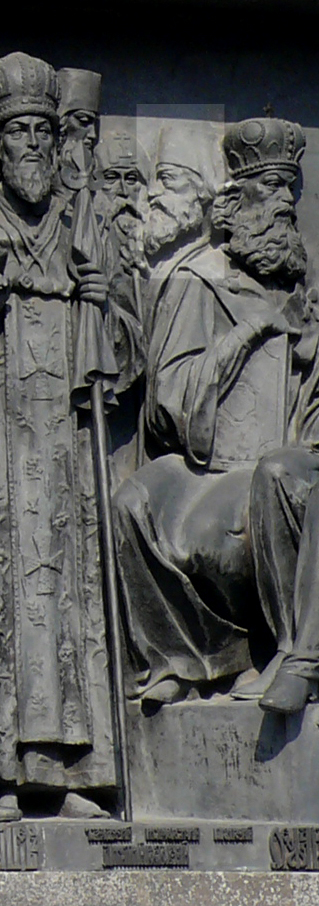
Représenté sur la Millénaire de la Russie.

Il est à la tête de l'éparchie de Moguilev, en 1632 elle fut séparée de l'éparchie de Polotsk ; en 1783, elle reçoit le statut d'archéparchie, de 1755 à sa mort.
Avec la formation de la Confédération de Bar il fut l'une des défenseurs de la liberté de culte, orthodoxe par rapport à la foi catholique dominante, les troubles du Kolyivchtchyna lui firent craindre pour sa sécurité, il quittait alors Varsovie pour Moguilev puis Smolensk.